# Р120 (Росія)
Автошлях Р120 – дорога федерального значення, розташована на території Росії, довжиною 406 км.

## Географія
Дорога пролягає від околиць міста Орел Орловської області через північну частину Брянської області (Європейська траса Е101, Брянськ) і південну і західну частини Смоленської області (федеральна дорога А130, Рославль, Смоленськ, Європейська траса Е30, Рудня) до кордону з Білоруссю (тоді Біла Р21 на Лозну, Вітебськ).

## Історія
Попередня назва дороги була «А141» — нова набула чинності у 2010 році. З 1 січня 2018 року закінчився перехідний період, у якому можна було використовувати обидві назви.